# Aerosila TA6

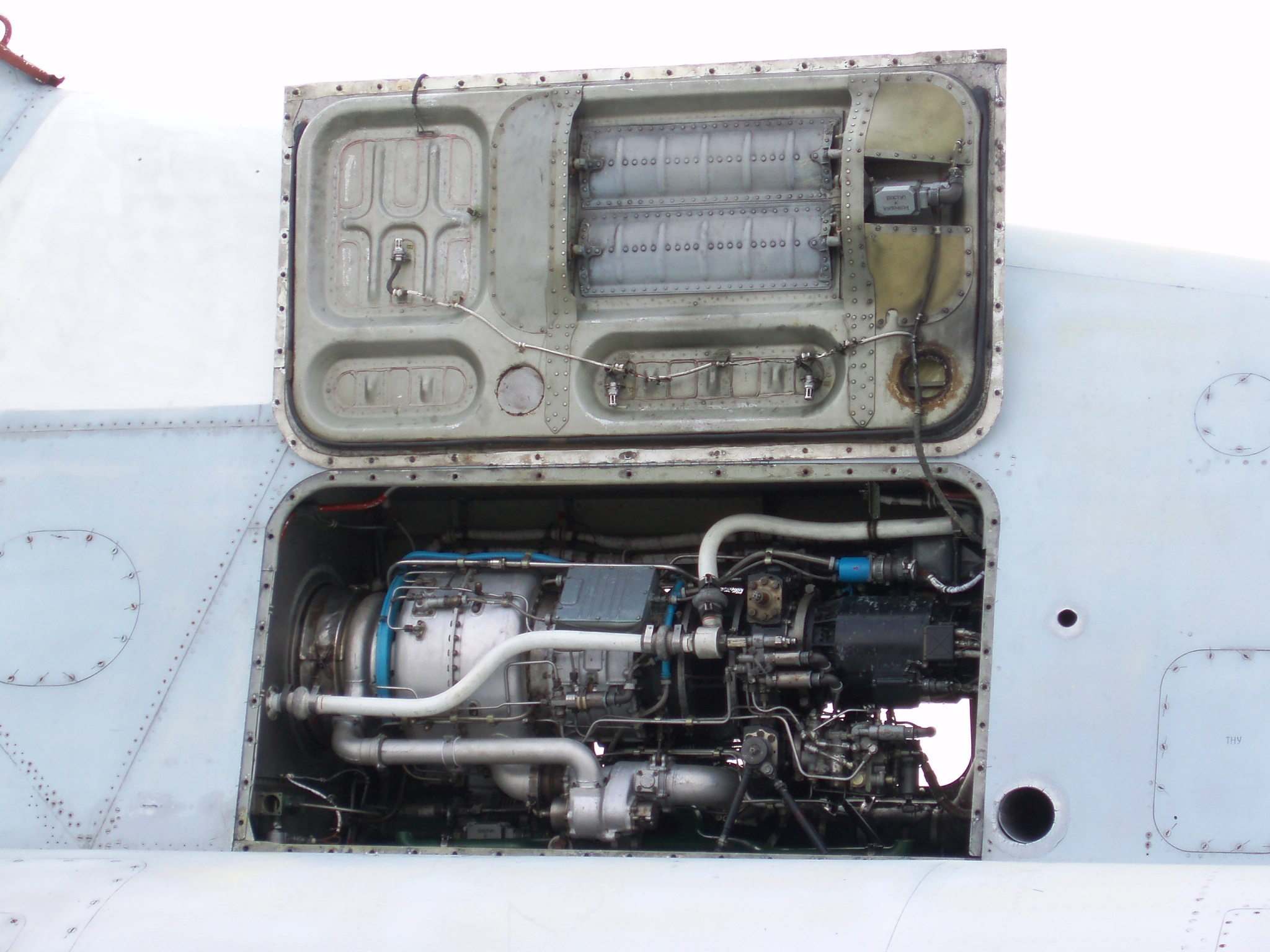
Le groupe auxiliaire TA6 d'un Tu-22M3, vu dans son logement.

L'Aerosila TA6 (en russe : Аэросила TA6) est un turbomoteur d'origine soviétique exclusivement utilisé comme groupe auxiliaire de puissance (GAP, ou APU) pour des avions de transport civils ou militaires soviétiques, puis russes.

## Historique
Conçu par SPE Aerosila (en) à partir de 1964, il a été installé pour la première fois en 1966 sur un avion. Il est depuis produit par Hydravlika (ru), une entreprise conjointe ensuite intégrée à Rostec.

## Caractéristiques
Ce turbomoteur monocorps se compose d'un compresseur axial et d'une turbine à trois étages chacun, entre lesquels se situe une chambre de combustion annulaire. Le moteur est ensuite relié à un alternateur sans balais GT40PCH6 (ГТ40ПЧ6) et un générateur en 12 volts continus HS-12TO (ГС-12TO), qui sert également de démarreur pour le moteur. Un générateur d'air sous pression PB-6 est également présent, et sert à fournir de la puissance pneumatique pour le démarrage des moteurs principaux de l'avion.
La supervision du bon fonctionnement de l'APU est effectuée grâce à un panneau de contrôle PSG-6, qui contrôle le courant de sortie, le courant d'excitation des bobines des générateurs, la température des gaz d'échappement de la turbine, ainsi que la température du circuit d'huile assurant sa lubrification. L'APU peut démarrer à des altitudes allant jusqu'à 3 000 m. Elle consomme 225 kg de carburant à l'heure, et sa puissance électrique est de 40 kW.

## Versions
- TA6-A : APU pour l'Il-76, Tu-154 et Tu-22M ;
- TA6-A1 : Modification de la TA6-A pour l'avion An-32, effectuée en 1964. L'air comprimé produit peut désormais être utilisé en vol pour redémarrer les moteurs principaux pendant les situations d'urgence ;
- TA6-B : APU conçue pour les avions et hélicoptères militaires, en 1969. Le générateur/démarreur installé est désormais un SG-24, d'une puissance de 24 kW et pouvant fonctionner 24 heures d'affilée sans interruption ;
- TA6-B : APU conçue pour Yak-42 ;
- TA8 (ru) : Développement de l'APU TA6, pour le Tu-134. Processus de démarrage significativement amélioré ;
- TA12 : APU dérivée de la TA6. Dotée de compresseur à 4 étages, elle est nettement plus puissante et équipe les An-74, An-124, Tu-95MS et Tu-160 et Beriev Be-200[1].

## Applications
- Antonov An-22
- Iliouchine Il-62[2]
- Iliouchine Il-76M, Il-76MD, Il-76T, Il-76TD[2]
- Tupolev Tu-22M
- Tupolev Tu-154B, Tu-154M[2]
- Yakovlev Yak-42[2]